# Mutilić
Mutilić (serb. Мутилић) – wieś w Chorwacji, w żupanii licko-seńskiej, w gminie Udbina. Leży w regionie Lika. W 2011 roku liczyła 38 mieszkańców.